# Iwan Johansson
Ivan Constantin Sannesjö Johansson, även känd under namnet Iwan Constantin, född 21 maj 1887 i Sundsvall, död 23 november 1946 i Matteus församling, Stockholm, var en svensk målare och grafiker.
Hans far var bokhållare på Wifsta varv och modern kom från Bollnäs och han var gift med Frida Elisabet Horn från Leksand. Under uppväxtåren flyttade familjen många gånger och de var under en tid bosatta i Östersund, från slutet av 1800-talet var de bosatta i Stockholm. Johansson studerade vid Althins målarskola och Konstakademien i Stockholm 1905-1910. Efter studierna bosatte han sig omkring 1910 i Leksand och kom där i kontakt med Skebergs konstnärskoloni och 1927 flyttade familjen till Stockholm. Han debuterade med en utställning på Hultbergs konsthandel 1912 där han visade upp ett 30-tal oljemålningar. Tillsamman med Anders Altzar från Leksand ställde han ut i salong Joël på Hamngatan 16 i Stockholm. Bland hans offentlig arbeten märks en stor tavla på Domnarvsbron med järnverket i bakgrunden den hänger i sessionssalen på SSAB Tunnplåt i Borlänge, vägg- och takmålningar för biografen Palladium i Borlänge, samt utsmyckning av direktör Nils Jonas Adamssons stora villa i Äppelviken och Johan Nordlings hem i Skeberg. Hans konst består av porträtt, figurer i interiörer samt landskap med motiv från Dalarna. Som illustratör gjorde han 1921 vinjetten på titelsidan och ett porträtt till Johan Nordlings bok Berg och Buda. Som porträttör utförde han ett flertal porträttbeställningar bland annat målade han både Jussi och David Björling. Porträttet av Jussi Björling återuppfinns i en biografin Guldstrupen. Vid sidan av sitt eget skapande tog han emot elever i sitt hem bland de mer namnkunniga märks Folke Gottfrid Grütter. Johansson har på senare år uppmärksammats med en utställning på Leksands kulturhus 1996 och han är representerad vid Hantverksinstitutet med oljemålningen Gammal liesmedja och i Livregementets grenadjärers konstsamling med Kökspigan.